# Parlament von Montenegro
Das Parlament von Montenegro (montenegrinisch: Skupština Crne Gore/Скупштина Црне Горе) ist das Parlament im Einkammersystem von Montenegro mit Sitz in Podgorica.
In das Parlament werden 81 Abgeordnete für jeweils vier Jahre gewählt. Nach dem Unabhängigkeitsreferendum von Montenegro ratifizierte das Parlament am 3. Juni 2006 die Unabhängigkeitserklärung.

## Wahlen
Die erste Wahl fand am 3. Juni 2006 statt. Die letzte Wahl erfolgte am 11. Juni 2023. Parlamentssprecher von 2003 bis 2016 war Ranko Krivokapić.